# 어시오돈
어시오돈(학명:Eosyodon hudsoni)는 반룡목 스페나코돈과에 속하는 도마뱀이다. 지금은 멸종된 종으로서 전체적인 몸길이가 2~3m인 거대한 도마뱀에 속한다.

## 특징
어시오돈은 미국 텍사스주의 페름기에 서식한 멸종된 비맘마리아 시냅스과 동물이다. 그것의 종류와 유일한 종은 어시오돈 허드슨이다. 원래는 초기 테랍시드로 해석되었지만 아마도 디메트로돈을 포함하는 시냅시드과(Synapsidae)의 일원이다. 어시오돈 허드슨은 에버렛 C에 의해 명명되었다. 1962년에 올슨은 텍사스에 있는 샌 안젤로 포메이션의 단편적인 자료를 기반으로 현재의 어시어돈을 명명했다. 종명은 J를 기리고 있다. 허드슨, 올슨의 일을 도운 목장 십장이다. 현재 FMNH UR 575로 분류된 대퇴골이 완모형으로 지정되었고 두개골 조각, 부분 갈비뼈 및 기타 몇 개의 뼈도 이 종에 할당되었다. 올슨은 어시오돈을 시오돈과 밀접한 관련이 있는 수궁류로 해석하고 두 속을 유테리오돈티아의 브리토푸스과로 분류했다. 유테리오돈티아는 같은 논문에서 올슨에 의해 정의된 새로운 분류군으로 그가 펠리코사우루스와 이후의 테랍시드의 중간 집단으로 간주한 여러 분류군을 포함한다. 1995년에는 C. A. 사이드와 J. A.홉슨은 척추동물고생물학회 연례회의에서 올슨의 이오테오동물에 대한 재평가를 발표했고 이 오테오동물이 카제이드와 스페나코돈트류 펠리코사우루스에 근거한다는 결론을 내렸다. 2011년 크리스천 카메레르는 그들의 평가에 동의했고 어시오돈이 스페나코돈과라는 결론을 내렸다. 그는 어시오돈을 유명무실하다고 여겼다. 올슨은 어시오돈을 포함한 산안젤로 동물군을 러시아의 카자니아 테랍시드 동물군과 연대순으로 같은 초기 과달루피아에서 왔다고 생각했다. 그러나 산안젤로층은 현재 페름기의 쿵구리아기에 속하는 것으로 여겨진다. 이와 같이 어시오돈은 초기의 확정적인 테랍시드보다 다소 오래되었다. 어시오돈은 스페나코돈과에 속하는 단궁류이자 반룡류로서 잘 발달된 튼튼한 다리와 꼬리를 가지고 있으며 이빨은 양턱에 총 15~20개의 톱니 모양을 가진 이빨들을 가지고 있다. 먹이로는 당대에 서식했던 곤충. 절지동물, 무척추동물, 작은 양서류 등을 주로 잡아먹고 살았을 육식성의 도마뱀으로 추정되는 종이다.

## 생존시기와 서식지와 화석의 발견
어시오돈이 생존했었던 시기는 고생대의 페름기로서 지금으로부터 2억 9000만년전~2억 4500만년전에 생존했었던 종이다. 생존했었던 시기에는 북아메리카를 중심으로 하여 당시에 존재했었던 초원과 산림에서 주로 서식했었던 도마뱀이다. 화석의 발견은 1962년에 미국 텍사스주의 페름기에 형성된 지층에서 미국의 고생물학자인 올슨에 의하여 처음으로 화석이 발견되어 새롭게 명명된 종이다.

## 같이 보기
- 파충류
- 고생대
- 페름기
- 단궁류
- 반룡류
- 도마뱀
- 화석